# Грановский, Александр Анастасиевич
Александр Анастасиевич Грановский (1887—1976) — украинский и американский ученый, зоолог, энтомолог, поэт и общественный деятель, председатель Организации возрождения Украины. Доктор (1925), профессор Миннесотского университета. Действительный член Научного общества имени Тараса Шевченко и Украинской свободной академии наук.

## Биография
Родился 4 ноября 1887 года в селе Великие Бережцы на территории нынешней Тернопольской области Украины в семье кузнеца. Окончил Белокриницкую сельскохозяйственную школу в 1905 году, коммерческий институт в Киеве в 1910 году. В Киеве работал в обществе «Просвита».
В 15 лет стал членом Революционной украинской партии. Перевозил из Галичины пропагандистскую литературу и распространял её в Восточной Украине.
В 1913 году эмигрировал в США, где работал в золотом прииске, затем воевал добровольцем в американской армии. Окончил высшее агрономический колледж в городе Форт-Коллинз в 1918 году. Затем учился в университете Сорбонна.
С 1920 года работал в Миннеаполисе, затем в городе Сент-Пол. Преподавал биологию в школе, потом энтомологию в университете. Первым из украинских эмигрантов получил степень доктора (1925), профессора энтомологии и экономической зоологии (Висконсинский университет).
С 1930 года — профессор Миннесотского университета. Организовал крупный украинский отдел при университетской библиотеке в Миннеаполисе. В 1945 году в составе американской делегации принимал участие в учредительной конференции ООН, сотрудничал с ЮНЕСКО, был избран в Политический Совет Украинского конгрессового комитета Америки. Также возглавлял Организацию государственного возрождения Украины.
Умер в 1976 году в городе Сент-Пол, штат Миннесота, где и похоронен. Автор более 300 научных трудов, а также поэтических сборников.